# Џон Сингер Сарџент
Џон Сингер Сарџент (енгл. John Singer Sargent; 12. јануар 1856 – 14. април 1925) био је амерички уметник у емиграцији, сматран „водећим сликаром портрета своје генерације“ због својих евокација луксуза из едвардовског доба. Насликао је отприлике 900 уља на платну и више од 2000 акварела, као и небројене скице и цртеже угљем. Његов опус документује путовања широм света, од Венеције до Тирола, Крфа, Блиског истока, Монтане, Мејна и Флориде.
Рођен је у Фиренци од америчких родитеља, школовао се у Паризу, потом се преселио у Лондон, живећи већину свог живота у Европи. Уживао је у међународном признању као сликар портрета. Излагање Портрета госпође Икс 1884. године у Париском салону, требало је да учврсти његов положај сликара портрета у париском високом друштву, али уместо тога резултирало је скандалом. Следеће године након скандала, Сарџент је отпутовао у Енглеску где је наставио успешну каријеру као портретиста.
Од почетка Сарџентов рад карактерише изванредна техника, посебно његова способност цртања четком, што је у каснијим годинама подстицало дивљење, као и критику због наводне површности. Његова наручена дела била су у складу с великим мајсторима портрета, док су његове неформалне студије и пејзажне слике показивале познавање импресионизма. У каснијем животу Сарџент је посветио је већи део своје енергије сликању мурала и раду на пленеру. Историчари уметности углавном су игнорисали уметнике који су сликали племиће и „високо друштво“, као што је то чинио Сарџент, све до краја 20. века.

## Младост
Пре рођења Џона Сингера Сарџента, његов отац Фицвилијам је био очни хирург у Очној болници Вилс у Филаделфији. Након што је Џонова старија сестра умрла у другој године, његова мајка Мари Њуболд Сингер доживела је нервни слом и пар је одлучио да оде у иностранство да се опорави. Остали су номадски емигранти до краја живота. Иако са седиштем у Паризу, Сарџентови родитељи су се редовно, са сезонама, селили на море и планинска одмаралишта у Француској, Немачкој, Италији и Швајцарској. Док је Марија била трудна, зауставили су се у Фиренци, у Тоскани, због епидемије колере. Тако је Сарџент ту рођен 1856. године. Годину дана касније рођена му је сестра Мери. После њеног рођења, Фицвилијам је невољно поднео оставку на место у Филаделфији и прихватио захтев своје супруге да остану у иностранству.
Скромно су живели од малог наследства и уштеђевине, водећи миран живот са својом децом. Избегавали су друштво и друге Американце, осим пријатеља из света уметности. Још четворо деце рођено је у иностранству, од којих је само двоје преживело детињство. Иако је његов отац био стрпљиви учитељ основних предмета, млади Сарџент био је немирно дете, више заинтересован за активности на отвореном него за учење. Његова мајка је била уверена да ће путовање по Европи и посете музејима и црквама дати младом Сарџенту задовољавајуће образовање. Неколико покушаја да се формално школује није успело, углавном захваљујући њиховом номадском животу. Његова мајка је била способан уметник аматер, а отац је био вешт медицински илустратор. Рано му је давала блокове за цртање и подстицала га. Сарџент је радио на својим цртежима и са одушевљењем је копирао слике бродова из The Illustrated London News и правио детаљне скице пејзажа. Фицвилијам се надао да ће га синовљево занимање за бродове и море довести до каријере поморца.
Са тринаест година, његова мајка је известила да Џон „скицира прилично добро и има изузетно брзо и правилно око. Ако бисмо могли да приуштимо да му држимо заиста добре лекције, ускоро би био прилично добар мали уметник.“ У тринаестој години добио је неке лекције сликања акварела од Карла Велша, немачког сликара пејзажа. Иако његово образовање није било потпуно, Сарџент је израстао у изузетно писменог, космополитског младића, вичног уметности, музици и књижевности. Течно је говорио енглески, француски, италијански и немачки. Са седамнаест година, Сарџент је описан као „својевољан, радознао, одлучан и снажан“ (на мајку), али и стидљив, великодушан и скроман (на оца). Био је добро упознат са многим великим мајсторима из прве руке, као што је написао 1874. године, „Научио сам у Венецији да се неизмерно дивим Тинторету и да га сматрам можда другим само после Микеланђела и Тицијана.“ 

## Обука
Покушај студија на Фирентинској академији није успео, јер се школа у то време реорганизовала. По повратку из Фиренце у Париз, Сарџент је започео студије уметности код младог француског портретисте Каролус-Дурана. Након метеорског успона, уметник је био запажен по смелој техници и модерним наставним методама, и његов утицај је био пресудан за Сарџента током периода од 1874. до 1878. године.
Сарџент је 1874. године, у првом покушају положио ригорозан испит потребан за пријем у École des Beaux-Arts, главну уметничку школу у Француској. Похађао је часове цртања, који су укључивали анатомију и перспективу, и добио сребрну награду. Такође, провео је много времена у самосталном учењу, цртао је у музејима и сликао у студију који је делио са Џејмсом Керол Беквитом, који му је постао добар пријатељ, а и веза са америчким уметницима у иностранству. Сарџент је такође узимао лекције од Леона Боната.
Атеље Каролус-Дурана је био прогресиван, одричући се традиционалног академског приступа, који је захтевао пажљиво цртање и сликање у више слојева, у корист alla prima методе рада директно на платну са четком, подстакнутог Дијегом Веласкезом. То је био приступ који се ослањао на правилно постављање тонова боје.
Овај приступ је такође дозволио спонтани процват боје који није везана за доњи цртеж. Значајно се разликовао од традиционалног атељеа Жан-Леон Жерома, у којем су студирали Американци Томас Икинс и Џулијан Алден Вејр. Сарџент је постао најбољи студент у кратком року. Вејр се упознао са Сарџентом 1874. године и приметио да је Сарџент  „један од најталентованијих људи које сам икада срео. Његови цртежи су попут старих мајстора, а боја му је подједнако фина.“ Сарџентово изврсно познавање француског језика и његов супериорни таленат учинили су га популарним. Кроз пријатељство са Полом Сезаром Елуом, Сарџент је упознао дивове света уметности, укључујући Дегу, Родена, Монеа и Вислера.
Сарџентов рани ентузијазам био јеу сликање пејзаже, а не портрета, што доказују његове бројне скице планина, морских пејзажа и зграда. Стручност Каролус-Дурана у портретирању утицала је на Сарџента. Наруџбине за историјске слике и даље су се сматрале престижнијим, али их је било много теже добити. Портретно сликарство је, с друге стране, био најбољи начин за промоцију уметничке каријере, излагање у Салону и зарађивање за живот.
Први Сарџентов значајан портрет био је портрет његове пријатељице Фани Ватс из 1877. године. То је био и његов први пријем у Салон. Пажњу је посебно скренула добро изведена поза портрета. Његово друго излагање у Салону било је слика Сакупљачи острига из Канкала, импресионистичка слика, коју је направио у два примерка, од којих је један послао у Сједињене Државе. Обе слике су добиле позитивне критике.

## Почетак каријере
У доби од 23 године, 1879. године, Сарџент је насликао портрет учитеља Каролус-Дурана. Виртуозни напор наишао је на јавно одобрење и одредио смер у ком ће се кретати његов зрели рад. Приказивање портрета у Париском салону било је и признање његовом учитељу и реклама за поруџбине портрета. О Сарџентовом раном делу, Хенри Џејмс је написао да је уметник понудио „помало „необичан“ спектаклуларан таленат који на самом прагу своје каријере нема више шта да научи.“ 
По изласку из Каролус-Дурановог атељеа, Сарџент је посетио Шпанију. Тамо је са страшћу проучавао Веласкеза, упијајући мајсторску технику, и скупљајући идеје за будућа дела. Био је одушевљен шпанском музиком и плесом. Путовање је такође поново пробудило његов властити таленат за музику (који је био готово једнак његовом уметничком таленту) и за који је пронашао визуелни израз у свом раном ремек-делу El Jaleo (1882). Музика ће и даље играти важну улогу у његовом друштвеном животу, јер је био вешт клавирски пратилац и аматерских и професионалних музичара. Сарџент је постао снажни заговорник модерних композитора, посебно Габриела Фореа. Путовања у Италију дала су скице и идеје за неколико жанровских слика венецијанских уличних сцена, које су ефективно ухватиле покрете и држања која ће му бити корисна у каснијим портретима.
По повратку у Париз, Сарџент је брзо добио наруџбине за неколико портрета. Његова каријера је покренута. Одмах је показао концентрацију и издржљивост која му је омогућила да стабилно слика наредних двадесет и пет година. Време између поруџбина попунио је сликањем портрета пријатеља и колега. Његови лепи манири, савршен француски језик и велика вештина учинили су га истакнутим међу новијим портретистима и његова слава се брзо проширила. Самопоуздано је поставио високе цене. Био је ментор свом пријатељу Емилу Фуксу ког је учио техник уље на платну.

## Радови

### Портрети

#### Портрети из деветнаестог века
Почетком осамдесетих година 19. века Сарџент је редовно излагао портрете у Салону, а то су углавном били портрети жена у целој дужини, попут Мадам Едварда Пејлерона (1880) и Мадам Рамона Суберкасоа (1881). И даље је добијао позитивне критике.
Најбољи Сарџентови портрети откривају индивидуалност и личност особе која позира. Његови најватренији обожаваоци мисле да му у томе парира само Веласкез, који је имао великих утицаја на Сарџента. Утицај шпанског мајстора очигледан је у Сарџентовој слици Кћери Едварда Дарлија Бојта из 1882. године, која подсећа на Веласкезове Мале дворске даме. Као и на многим ранијим портретима, Сарџент самоуверено искушава различите приступе сваком новом изазову, користећи и необичну композицију и запањујуће осветљење. Једно од његових најчешће излаганих и најдражих дела, било је Дама са ружом (1882), портрет Шарлот Баркхарт, блиске пријатељице и могуће романтичне везе.
Његово најконтроверзније дело Портрет госпође Икс данас се сматра једним од његових најбољих дела, а и уметнику је било омиљено. Изјавио је 1915. године, „Претпостављам да је то најбоље што сам урадио.“  Када је представљена у Париском салону 1884. године, изазвала је негативну реакцију што је вероватно подстакло Сарџентов одлазак у Лондон. Сарџентино самопоуздање га је навело на покушај ризичног експеримента у портретисању - али се то овог пута неочекивано завршило. Слику није наручила она, него се он је понудио да је слика, за разлику од већине његових портрета које су клијенти тражили. Сарџент је заједничком познанику написао:
Велика ми је жеља да насликам њен портрет и имам разлога да мислим да би то дозволила и да само чеке да неко предложи овај омаж њеној лепоти.... могли бисте јој рећи да сам човек изванредног талента.
Требало му је више од годину дана да заврши слику. Прва верзија портрета госпође Гатро, са чувеним дубоким деколтеом, напудерисаном кожом и арогантно накривљеном главом, имала је намерно спуштену бретелу хаљине са десног рамена, што је укупни ефекат учинило још више смелим и сензуалним. Сарџент је ипак вратио бретелу у очекивани положај преко рамена како би покушао да пригуши скандал, али штета је већ била нанета. Наруџбине у Француској су пресушиле и Сарџент је рекао свом пријатељу Едмунду Госу 1885. године да размишља да одустане од сликања због музике или бизниса.
И пре скандала са Портретом госпођом Икс из 1884. године, Сарџент је сликао егзотичне лепотице попут Росине Фераре са Каприја и шпанске манекенке Кармеле Бертагна, али те слике нису биле намењене широкој публици. Сарџент је слику држао на истакнутом месту у свом лондонском студију све док је није продао Метрополитенском музеју уметности 1916. године након пресељења у Сједињене Америчке Државе и неколико месеци након смрти госпође Гатро.
Пре доласка у Енглеску, Сарџент је почео да шаље слике на изложбе у Краљевску академију уметности у Лондону. Ту су били портрети Др. Пози код куће (1881), китњаста студија у црвеном и његов први мушки портрет у пуној дужини, као и традиционалнији портрет Госпођа Хенрија Вајта (1883). Наручени портрети охрабрили су Сарџента да се пресели у Лондон 1886. године. И пре скандала, Сарџент је размишљао да се пресели у Лондон још 1882. године. На то га је више пута наговарао његов нови пријатељ, писац Хенри Џејмс.
Енглески критичари га у почетку нису примили топло, због његовог „паметног“, „француског“ руковања бојом. Један критичар који је видео његов портрет госпође Хенрија Вајта, описао је његову технику као „тврду“ и „готово металну“, „без укуса у изражавању простора и модела“. Међутим, уз помоћ госпође Вајт, Сарџент је убрзо стекао дивљење енглеских покровитеља и критичара. Хенри Џејмс је такође уметнику пружио „потицај најбоље што сам могао“.
Сарџент је провео много времена сликајући на отвореном у енглеским селима кад није био у свом атељеу. Током посете Монеу у Живернију 1885. године, Сарџент је насликао један од својих најимпресионистичкијих портрета, Монеа како слика на отвореном са својом невестом у близини. О Сарџенту се обично не мисли као о импресионистичком сликару, али понекад је користио импресионистичке технике с великим ефектом. Његова слика Клод Моне слика на ивици шуме изведена је у његовој верзији импресионистичког стила. Осамдесетих година 20. века присуствовао је импресионистичким изложбама и почео је да слика на отвореном на пленер начин након те посете Монеу. Сарџент је за то време купио четири Монеова дела за своју личну колекцију.
Сарџент је био слично инспирисан за портрет свог пријатеља уметника Пола Сезара Елуа, ког је такође сликао на отвореном са супругом поред њега. Фотографија врло слична овој слици сугерише да је Сарџент повремено користио фотографију као помоћ у композицији. Преко Елуа, Сарџент је 1884. упознао и насликао познатог француског вајара Огиста Родена. Портрет је прилично суморан и подсећа на дела Томаса Ејкинса. Иако су британски критичари Сарџента сврстали у импресионисте, француски импресионисти мислили су другачије. Као што је Моне касније изјавио, „Он није импресиониста у смислу у ком ми користимо ту реч, превише је под утицајем Каролуса-Дурана."
Први велики успех на Краљевској академији уметности постигао је 1887. године, са сликом Каранфил, љиљан, љиљан, ружа, великог формата, сликаног напољу, са две девојчице које пале лампионе у енглеском врту у месту Бродвеј у Котсволдсу. Слику је одмах купила Тејт галерија.
Његово прво путовање у Њујорк и Бостон 1887–1888. година донело му је преко 20 важних наруџбина, укључујући портрете Исабел Стјуарт Гарднер, чувене покровитељке уметника у Бостону. Његов портрет госпође Адријана Иселина, супруге њујоршког бизнисмена, открива њен карактер у једном од његових најпроницљивијих дела. У Бостону је Сарџент почаствован првом самосталном изложбом на којој су представљене 22 његове слике. Овде се спријатељио са сликаром Денисом Милером Банкером, који је у лето 1888. отпутовао у Енглеску да би сликао с њим на пленеру. Он је тема Сарџентове слике из 1888. године Денис Милер Банкер слика у Калкоту.
Када се вратио у Лондон, Сарџент је брзо поново био заузет. Тада су његове методе рада биле добро успостављене, пратећи многе кораке других мајстора портрета пре њега. Након што је обезбедио наруџбину преговорима које је водио, Сарџент би посетио клијентову кућу да види где слика треба да виси. Често би прегледао гардеробу клијента да би одабрао одговарајућу одећу. Неки портрети рађени су у клијентовој кући, али чешће у његовом атељеу, који је био добро опскрбљен намештајем и позадинским материјалима које је изабрао за прави ефекат. Од својих клијената обично је захтевао осам до десет позирања, мада би покушао да ухвати лице за једно. Обично је одржавао пријатан разговор, а понекад би правио паузу и свирао клавир за своје клијенте. Сарџент је ретко користио скицирање оловком или уљем и уместо тога сликао је уљаним бојама директно на платну. На крају, изабрао би одговарајући рам.
Сарџент није имао помоћнике. Све послове, попут припреме платна, лакирања слике, аранжирања за фотографисање, отпремања и документације, је обављао сам. Наплаћивао је око 5.000 долара по портрету што је око 130.000 долара у данашњој вредности. Неки амерички клијенти путовали су у Лондон о свом трошку како би Сарџент сликао њихов портрет.
Око 1890. године Сарџент је насликао два ненаручена портрета као експонате - један глумице Елен Тери као Лејди Магбет и други популарне шпанске плесачице Ла Карменсите. Сарџент је изабран за сарадника Краљевске академије уметности, а пуноправни члан је постао три године касније. Током деведесетих година 19. века, сликао је просечно четрнаест наручених портрета годишње, од којих је најлепши портрет Лејди Агну од Локноа из 1892. године. Његов портрет Госпођа Хјуа Хамерслија (1892) подједнако је добро прихваћен због живахног приказа једне најзначајнијих домаћица у Лондону. Као сликар портрета, Сарџент је постигао неупоредив успех. Приказивао је субјекте који су истовремено били префињени а често су поседовали нервозну енергију. Сарџент је називан „Ван Дајком нашег доба“. Сарџент се много пута враћао у Сједињене Државе, често да би одговорио на захтеве за портрете по наруџби.
Сарџент је изложио девет својих портрета у Палати ликовних уметности на Светској изложби 1893. године у Чикагу.
Сарџент је насликао серију од три портрета Роберта Луиса Стевенсона. Други по реду, Портрет Роберта Луиса Стевенсона и његове жене (1885), један је од његових најпознатијих портрета. Такође је насликао портрете двојице америчких председника, Теодора Рузвелта и Вудроа Вилсона.
Ашер Вертхејмер, богати јеврејски трговац уметнинама из Лондону, наручио је од Сарџента серију од десетак портрета чланова своје породице, што је највећа наруџбина коју је добио од једног клијента. Портрети Вертхејмера откривају пријатан однос уметника и његових субјеката. Вертхејмер је завештао већину слика Националној галерији у Лондону. Сарџент је 1888. године насликао портрет Алис Вандербилт Шепард, праунуке Корнелиуса Вандербилта. Многа његова најважнија дела налазе се у музејима у Сједињеним Државама. Познати портрет Господин и госпођа И. Н. Филпс Стокса из 1897. године, наручио је пријатељ пара као венчани поклон.

#### Портрети двадесетог века
До 1900. године Сарџент је био на врхунцу славе. Карикатуриста Макс Бирбом је на једној од седамнаест карикатура Сарџента, приказао јавности уметников дебељушкаст стас. Иако тек у четрдесетим годинама, Сарџент је почео више да путује а да мање времена посвећује портретном сликарству. Његов Ентеријер у Венецији (1900), портрет четворице чланова породице Кертис у њиховом елегантном дворцу Палацо Барбаро, постигао је запањујући успех. Један од последњих великих Сарџентових портрета у његовом бравурозном стилу био је портрет Лорда Риблесдејла из 1902. године. Између 1900. и 1907. године, Сарџент је наставио своју високу продуктивност, која је поред десетина уљаних портрета обухватала и стотине цртежа портрета које је наплаћивао око 400 долара.
У педесет и првој години, 1907. године, Сарџент је званично затворио свој студио. С олакшањем је изјавио: „Сликање портрета било би прилично забавно да ниси присиљен да разговараш док радиш ... Каква је мука забављати особу која позира и изгледати срећно када се осећаш бедно.“ Исте године Сарџент је насликао свој скроман и озбиљан аутопортрет, свој последњи, за прослављену колекцију аутопортрета галерије Уфици у Фиренци.
Сарџент је неколико пута летовао у швајцарским Алпима са својим сестрама Емили и Виолет и Виолетиним ћеркама Роз-Мари и Рејн, које су биле предмет многих слика у периоду 1906–1913. године.
Како се Сарџент уморио од портрета, прешао је на сликање архитектуре и пејзажа. Током посете Риму 1906. године, Сарџент је направио уље на платну и неколико скица оловком спољашњих степеништа и ограде испред цркве Светих Доминика и Сикста. Двоструко степениште изграђено 1654. године пројекат је архитекте и вајара Оразија Торијанија. Написао је: „У Риму сам проучио величанствено закривљено степениште и балустраду, које воде до величанствене фасаде која би милионера свела на црва ....“  Слика је сада изложена у Ешмолијен музеју на Универзитету Оксфорд, а скице оловком се налазе у уметничкој колекције Музеја Фог на Универзитету Харвард. Сарџент је касније користио архитектонске карактеристике овог степеништа и ограде на портрету Чарлса Вилијама Елиота, председника Универзитета Харвард од 1869. до 1909. године.
Сарџентова слава и даље је била велика и музеји су радо куповали његова дела. Одбио је титулу витеза и уместо тога одлучио да задржи америчко држављанство. Од 1907. године, Сарџент је углавном напустио портретно сликарство и усредсредио се на пејзаже. У последњој деценији свог живота посетио је Сједињене Државе неколико пута, укључујући и посету од две пуне године од 1915. до 1917. године.
Када је Сарџент 1917. године завршио портрет Џона Д. Рокфелера, већина критичара почела је да га сматра мајстором прошлих времена. Модернисти су се према њему понашали оштрије, сматрајући да је потпуно без додира са реалношћу америчког живота и новим уметничким трендовима, кубизмом и футуризмом. Сарџент је тихо прихватио критику, али је одбио да промени своја негативна мишљења о модерној уметности. Узвратио је: „Ингрес, Рафаел и Ел Греко, њима се дивим, то је оно што волим.“ 
Мало пре него што је преминуо, Сарџент је насликао свој последњи уљни портрет, платно Грејс Курсон, маркиза Курсон из Кедлстона. Слику је купио 1936. године Музеј уметности Куријер, где је и изложена.

### Акварели
Током дуге каријере Сарџгент је насликао више од 2000 акварела, на својим путовањима од енглеског села до Венеције, Тирола, Крфа, Блиског истока, Монтане, Мејна и Флориде. Свака дестинација нудила је стимулацију. Чак и у слободно време, избегавајући притиске портретног студија, сликао је са немирним интензитетом, често од јутра до мрака.
Стотине његових акварела Венеције су посебно запажени, многи рађени из перспективе гондоле. Његове боје су понекад биле изузетно живописне и као што је приметио један критичар, „Све се дато снагом сна.“ На Блиском истоку и у Северној Африци, Сарџент је сликао бедуине, козе и рибаре. У последњој деценији свог живота урадио је многе аквареле фауне, флоре и људи у Мејну, на Флориди и на америчком западу.
Својим акварелима могао је да се препусти својим најранијим уметничким склоностима према природи, архитектури, егзотичним особама и планинским пределима. И управо је у неким његовим каснијим делима, Сарџент сликао за своју душу. Његови акварели су изведени са радосном флуидношћу. Сликао је породицу, пријатеље, баште и фонтане. У акварелима је разиграно приказивао своје пријатеље и породицу одевене у оријенталне костиме.
Његова прва велика самостална изложба акварела била је у галерији Карфакс у Лондону 1905. године. У Њујорку 1909. године, изложио је осамдесет и шест акварела, од којих је осамдесет три купио Бруклински музеј.
Иако је генерално више критички уважаван Винслоу Хомер, можда највећи амерички акварелиста, стручњаци се слажу да је Сарџент одлично знао читав низ непрозирних и прозирних техника акварела, укључујући методе које је користио и сам Хомер.

### Остало
Као уступак незаситној потражњи богатих клијената за портретима, Сарџент је нацртао стотине брзих скица портрета угљеном, које је назвао „њушке“. Четрдесет и шест тих скица, из периода од 1890–1916, било је изложено у Краљевском друштву портретиста 1916. године.
Сви Сарџентови мурали могу се наћи у области Бостона и Кембрџа. Налазе се у Бостонској јавној библиотеци, Музеју лепих уметности у Бостону и Хардвардовој Вајднер библиотеци. Највећи је мурал који украшава Бостонску јавну библиотеку и који приказује историју религије и богове политеизма. Радио је на њима готово тридесет година, али није завршио последњи мурал. Мурали су рестаурирани 2003–2004. године.
Сарџент је радио на муралима у периоду од 1895. до 1919. године. Требало је да покажу напредак религије (и друштва), од паганског сујеверја па све до уздизања хришћанства, закључно са сликом на којој је приказан Исус који држи беседу на гори. Али Сарџентове слике "Црква" и "Синагога", постављене крајем 1919. године, подстакле су расправу о томе да ли је уметник представљао јудаизам на стереотипан или чак антисемитски начин. Ослањајући се на иконографију која је коришћена на средњовековним сликама, Сарџент је јудаизам и синагогу приказао као слепу, ружну старицу, а хришћанство и цркву као дражесну и блиставу младу жену. Такође није схватао како су ове представе могле бити проблематичне за Јевреје из Бостона. Био је и изненађен и повређен када су слике критиковане. Слике су биле неприкладне за бостонске Јевреје, јер се чинило да приказују како је јудаизам поражен, а хришћанство тријумфовало. Бостонске новине такође су пратиле контроверзу, напомињући да, иако су многи сматрали слике увредљивим, нису се сви сложили. На крају је Сарџент је одустао од свог плана да заврши мурале, и контроверза је на крају замрла.
По повратку у Енглеску 1918. године, Сарџента је британско Министарства информисања ангажовало као ратног уметника. На великој слици Гасирани и у многим акварелима приказао је сцене из Великог рата.

## Лични живот
Сарџент је остао доживотни нежења са широким кругом пријатеља, који је укључувао и мушкарце и жене, међу којима су били Оскар Вајлд (с којим је био комшија неколико година), ауторка Вајолет Паџет, и његов вероватно љубавник Алберт де Белерош. Биографи су га некада описивали као сталоженог и повученог. Међутим, недавна студија спекулише да је био хомосексуалац, јер је посветио значајно време изради голих мушких фигура. Овај поглед заснован је на изјавама његових пријатеља, начину на који његова дела оспоравају родну разлику у 19. веку, његовим претходно игнорисаним мушким актовима и неки голи мушки портрети, укључујући портрете Томаса Е. Мекелера, Бартоломија Маганоска, Олимпија Фуска, и портрета аристократског уметника Алберта де Белероша, који је висио у његовој трпезарији у Челсију. Сарџент је био дугогодишњи пријатељ са Белерошом, са којим се упознао 1882. године и са којим је често путовао. Цртеж спекулативно може наговестити да га је Сарџент можда користио као модел за Госпођу Икс, следећи подударности датума који говоре да их је цртао отприлике у исто време.
Он је имао много пријатељстава и са женама. Претпоставља се да су односи са његовим моделим Росином Фераром, Амели Гатро и Џудит Готије нагињали ка заљубљивању. Као младић, Сарџент се удварао Луиз Буркхард, моделу Даме са ружом.
Међу Сарџентовим пријатељима и присталицама били су Хенри Џејмс, Изабела Стјуарт Гарднер, Едвард VII, и Пол Сезар Елу. Био је пријатељ и са принцом Едмондом де Полињаком и грофом Робертом де Монтескјуом. Остали уметници са којима се Сарџент дружио били су Денис Милер Банкер, Џејмс Керол Беквит, Едвин Остин Аби и Џон Елиот (са којим је радио на муралима Бостонске јавне библиотеке), Франсис Дејвид Милет, Хоакин Сорола и Клод Моне. Између 1905. и 1914. године, Сарџентови најчешћи сапутници били су брачни уметнички пар Вилфрид де Глен и Џејн Емет де Глен. Трио је често летовао у Француској, Шпанији или Италији, а сва троје би се сликали једно друго током својих путовања.

## Критичка процена
У време када се уметнички свет фокусирао или на импресионизам, или фовизам и кубизам, Сарџент је практиковао свој облик реализма, који је упућивао на Веласкеза, Ван Дајка и Гејнсбороа. Његова лакоћа да парафразира мајсторе на савремени начин довела је до низа наручених портрета изузетне виртуозности (Арсен Вижо, 1885, Музеј у Мецу; Господин и госпођа И. Н. Фелпс-Стокс, 1897, Метрополитенски музеј уметности) и донела Сарџенту надимак „Ван Дајк нашег доба“.
Ипак, током свог живота његово дело је изазвало негативне коментаре неких његових колега. Камиј Писаро је написао „он није ентузијаста, већ вешт извођач“ , а Волтер Сикерт је објавио сатирични текст под насловом „Сарџентолатрија“. До његове смрти био је одбачен као анахронизам, реликт позлаћеног доба у нескладу са уметничким осећањима Европе после Првог светског рата. Елизабет Претеџон сугерише да је пад Сарџентове репутације делимично резултат пораста антисемитизма и резултујуће нетрпељивости према „слављењу јеврејског просперитета“. Претпоставља се да су егзотичне особине својствене његовом делу, изазивале симпатије јеврејских клијената које је сликао.
Нигде ово није више очигледно него на његовом портрету Алмине, ћерке Ашера Вертејмера (1908), на ком субјект носи персијску ношњу, турбан обрубљен бисерима и свира на индијској тамбури, што је све требало да пренесе сензуалност и мистериозност. Ако је Сарџент користио овај портрет за истраживање питања сексуалности и идентитета, чини се да је наишао на одобравањео оца субјекта, Ашера Вертхејмера, богатог јеврејског трговца уметнинама.
Најважнији од Сарџентових противника био је утицајни енглески уметнички критичар Роџер Фрај из Блумсбери круга, који је на Сарџентиној ретроспективној изложби 1926. године у Лондону одбацио Сарџентов рад јер му, како је рекао, недостаје естетски квалитет: „Заиста дивно, али најдивније што је ова дивна представа икада сматрана уметношћу." Тридесетих година 20. века Луис Мамфорд је водио хор најстрожих критичара: „Сарџент је до краја остао илустратор ... највештија израда, најдивнији ефекти, ништа не може да прикрије суштинску празнину Сарџентовог ума, или арогантну и циничну површност у његовог извођењу “.
Део Сарџентове девалвације такође се приписује његовом емигрантском животу, због чега је изгледао мање Американац у време када је у успону била „аутентична“ друштвено свесна америчка уметност, коју представљу Стиглицов круг и Ешкан школа.
После тако дугог периода у немилости критичара, Сарџентова репутација се непрекидно повећавала од средине 20. века. Шездесетих година, оживљавањем викторијанске уметности и новим изучавањима Сарџентовог дела, ојачана је његова репутација.
Сарџент је био предмет великих изложби у великим музејима, укључујући ретроспективну изложбу у Музеју америчке уметности Витни 1986. године и велику путујућу изложбу 1999. године која је излагана у Музеју лепих уметности у Бостону, Националној галерији уметности у Вашингтону и Национална галерија у Лондону.
Енди Ворхол је 1986. године коментарисао Тревору Фербротеру да је Сарџент "учинио да сви изгледају гламурозно. Виши. Тањи. Али ипак сви имају своје расположење, свако од њих има другачије расположење."  У чланку часописа Тајм, критичар Роберт Хју хвалио је Сарџента као „ненадмашног рекордера мушке моћи и женске лепоте у времену који је, попут нашег, наплатио обома превише“.

## Каснији живот
Године 1922. Сарџент је заједно са Едмундом Гриценом, Волтером Лејтоном Кларком и другима основао у Њујорку, Гранд централ уметничке галерије. Сарџент је активно учествовао у раду галерије и њиховој академији, Гранд централ уметничкој школи, све до своје смрти 1925. године. Галерија је организовала велику ретроспективну изложбу Сарџентиног дела 1924. године.
Потом се вратио у Енглеску, где је изненада умро у својој кући у Челсију 14. априла 1925. године од болести срца. Сахрањен на гробљу Бруквуд у близини Вокинга, у Сарију.
Меморијалне изложбе Сарџентовог дела одржане су у Бостону 1925. године, у Метрополитанском музеју уметности у Њујорку и Краљевској академији и галерији Тате у Лондону 1926. године. Гранд централ уметничке галерије такође су 1928. године организовале постхумну изложбу досад невиђених скица и цртежа.

## Продаја
Портрет Роберта Луис Стевенсона и његове супруге продат је 2004. године за 8,8 милиона америчких долара, и сада се налази у Музеју америчке уметности Кристал Бриџ у Бентонвилу у Арканзасу.
У децембру 2004. година, слика Група са сунцобранима (Сиеста) (1905) продата је за 23,5 милиона америчких долара, скоро дупло више од процене Сотебија од 12 милиона америчких долара. Претходна највиша цена Сарџентове слике била је 11 милиона америчких долара.